# Kim Ki-duk
Y m
Kim Ki-duk (koreanisch 김기덕; * 20. Dezember 1960 in Bonghwa, Südkorea; † 11. Dezember 2020 in Riga, Lettland) war ein südkoreanischer Filmregisseur, Drehbuchautor und Filmproduzent. Von Mitte der 1990er-Jahre bis 2020 hat er mehr als ein Dutzend Spielfilme inszeniert, überwiegend Dramen, für die ihm auch international Aufmerksamkeit und Anerkennung zuteilwurden. Für seinen Spielfilm Pieta (2012) erhielt er als erster koreanischer Filmemacher den Goldenen Löwen der Filmfestspiele von Venedig.

## Leben
Kim wurde in seiner Jugend von seinem Vater misshandelt. Mit neun Jahren zog seine Familie nach Seoul. Er musste früh die Schule abbrechen. Nach Gelegenheitsjobs ab einem Alter von 17 Jahren und einem fünfjährigen Wehrdienst bei der Marine ab 20 arbeitete er an einem Priesterseminar mit Sehbehinderten. In dieser Zeit nahm er ein Kindheitshobby, das Malen, wieder auf, beschloss 1990, Maler zu werden, und studierte Kunst in Paris. Er begann 1992 zu schreiben und gewann ein Drehbuchstipendium.
Hast, 
Seit 1996 hat Kim als Regisseur 14 Filme gedreht, in weitgehend pessimistisch-lakonischem Ton gehalten, voller archaischer Gewaltausbrüche seiner oft kommunikativ gestörten Protagonisten. In Südkorea haftet ihm vor allem seit Bad Guy ein frauenfeindliches Image an; er hielt dies für ein Missverständnis.
Mehrere seiner Werke liefen bei den Internationalen Filmfestspielen von Venedig, so Seom – Die Insel, das beim Sundance Film Festival einen Preis gewann und als sein Durchbruch gilt, und Address Unknown. Im Februar 2004 wurde Kim Ki-duks Film Samaria auf der Berlinale mit einem Silbernen Bären ausgezeichnet, im gleichen Jahr wurde auch Bin-Jip – Leere Häuser auf den Filmfestspielen von Venedig und auf der Semana Internacional de Cine de Valladolid ausgezeichnet. 2007 war er mit seinem Film Breath im Wettbewerb der 60. Filmfestspiele von Cannes vertreten. Das Museum of Modern Art widmete ihm 2008 eine Retrospektive. Sein Film Dream feierte im November 2008 seine Deutschlandpremiere auf dem Asia Filmfest. 2011 folgte mit Arirang ein in völliger Einsamkeit aufgenommener Dokumentarfilm, mit dem Kim Ki-duk eine schwere Depression künstlerisch verarbeitete. Der Film erhielt bei den 64. Filmfestspielen von Cannes den Hauptpreis der Nebensektion Un Certain Regard. Der Film, der seine Deutschland-Premiere am 2. Juli auf dem Filmfest München feierte, sollte ursprünglich gar nicht veröffentlicht werden.
2012 erhielt Kim für seinen Film Pieta seine vierte Einladung in den Wettbewerb der 69. Filmfestspiele von Venedig und mit dem Goldenen Löwen den Hauptpreis des Festivals. Der Film stellt einen jungen und brutalen Geldeintreiber aus Seoul (dargestellt von Lee Jung-jin) in den Mittelpunkt, der auf eine ältere Frau (Cho Min-soo) trifft, die behauptet, seine Mutter zu sein. Pieta, nach der gleichnamigen Darstellung Marias mit dem Leichnam Jesu Christi benannt, wurde am Cheonggyecheon gedreht, der früher ein Wahrzeichen des industriellen Aufschwungs Südkoreas war.
Auch 2013 sorgte Kim Ki-duk für Kontroversen. Sein Film Moebius erhielt in Südkorea nur die höchste Altersfreigabe. Damit wird er außerhalb von Filmfestivals in seinem Heimatland nicht zur Aufführung kommen. Moebius thematisiert den Inzest von Vater und Sohn.
2017 wurde er in die Academy of Motion Picture Arts and Sciences (AMPAS) aufgenommen, die jährlich die Oscars vergibt.
Kim Ki-duk starb im Dezember 2020, wenige Tage vor seinem 60. Geburtstag, in einem Krankenhaus im lettischen Riga infolge einer SARS-CoV-2-Infektion. Im Jahr 2022 wurde sein letzter Spielfilm Call of God ins offizielle Programm der 79. Filmfestspiele von Venedig aufgenommen.

## Filmografie
- 1996: Crocodile (Ageo)

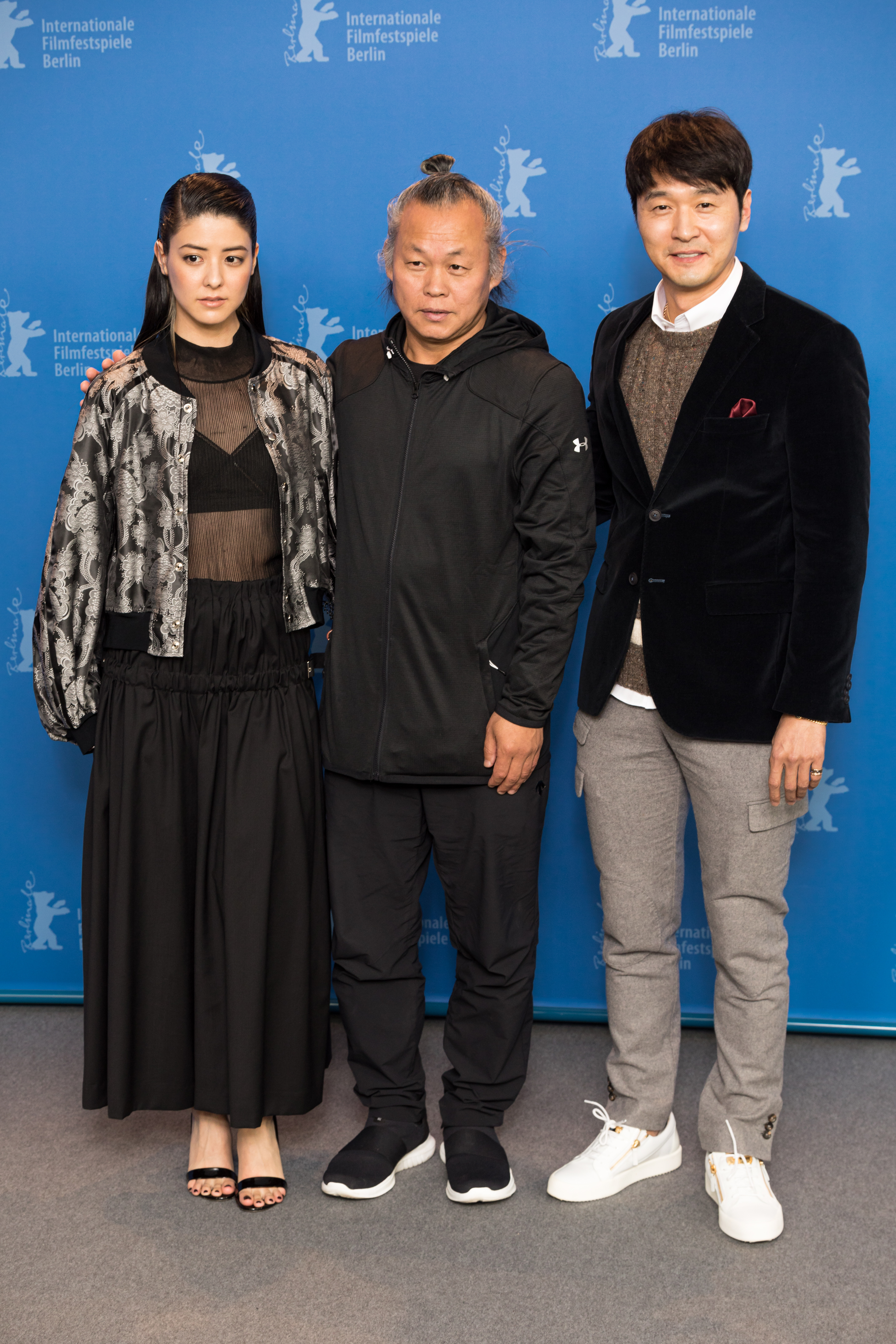
Kim Ki-duk mit Schauspielern des Filmes Human, Space, Time and Human auf der Berlinale 2018

- 1996: Wild Animals (Yasaeng dongmul bohoguyeog)
- 1998: The Birdcage Inn (Paran daemun)
- 2000: Real Fiction (Shilje sanghwang)
- 2000: Seom – Die Insel (Seom)
- 2001: Address Unknown (Suchwiin bulmyeong)
- 2001: Bad Guy (Nappeun namja)
- 2002: The Coast Guard (Hae anseon)
- 2003: Frühling, Sommer, Herbst, Winter… und Frühling (Bom, Yeorum, Gaeul, Gyeowool… Geurigo Bom)
- 2004: Samaria
- 2004: Bin-Jip – Leere Häuser (Bin-jip)
- 2005: Hwal – Der Bogen (Hwal)
- 2006: Time (Sigan)
- 2007: Breath (Sum)
- 2008: Dream (Bi-mong)
- 2011: Arirang – Bekenntnisse eines Filmemachers (Arirang)
- 2011: Amen
- 2012: Pieta
- 2013: Moebius
- 2014: One on One (일대일 Il dae il)
- 2015  Stop (Seutop)
- 2016: Netz (그물 Geumul)
- 2018: Human, Space, Time and Human (인간, 공간, 시간 그리고 인간)
- 2019: Dissolve
- 2022: Call of God (Kõne taevast)

### Drehbücher
- 1995: Die Überquerung der Straße bei Rot (unverfilmt)
- 2008: Beautiful (Arumdabda)
- 2008: Rough Cut
- 2013: Rough Play
- 2013: Red Family (붉은 가족 Bulgeun Gajok)
- 2022: Call of God (Kõne taevast)

## Auszeichnungen (Auswahl)
- 2000: Netpac Award – Lobende Erwähnung der Filmfestspiele von Venedig für Seom – Die Insel
- 2001: Spezialpreis der Jury des Filmfestivals Fantasporto für Seom – Die Insel
- 2001: Goldener Rabe des Brussels International Festival of Fantasy Film für Seom – Die Insel
- 2002: Großer Preis des Fukuoka Asian Film Festival für Bad Guy
- 2002: Orient Express Award des Sitges Festival Internacional de Cinema Fantàstic de Catalunya für Bad Guy
- 2003: FIPRESCI-Preis und Netpac Award des Filmfestivals Karlovy Vary für The Coast Guard
- 2003: C.I.C.A.E.-Preis, Don-Quixote-Preis, Netpac Award und Preis der Jugendjury des Filmfestivals von Locarno für Frühling, Sommer, Herbst, Winter… und Frühling
- 2003: Publikumspreis des Festival Internacional de Cine de San Sebastián für Frühling, Sommer, Herbst, Winter… und Frühling
- 2004: Silberner Bär der Filmfestspiele von Berlin für Samaria (Beste Regie)
- 2004: FIPRESCI-Preis, Little Golden Lion, SIGNIS Award – Lobende Erwähnung und Special Director’s Award der Filmfestspiele von Venedig, Leoncino d’Oro Agiscuola, Premio P. Nazareno Taddei und Mouse d’Oro für Pieta
- 2004: Netpac Award des Busan International Film Festival für Bin-Jip – Leere Häuser
- 2004: Goldene Ähre des Semana Internacional de Cine de Valladolid für Bin-Jip – Leere Häuser
- 2005: Cóndor de Plata der Asociación de Críticos Cinematográficos de Argentina für Frühling, Sommer, Herbst, Winter… und Frühling (Bester ausländischer Film in nicht-spanischer Sprache)
- 2005: Grand Prix de la FIPRESCI für Bin-Jip – Leere Häuser
- 2006: Orient Express Section Special Jury Award des Filmfestivals Fantasporto für Hwal – Der Bogen
- 2008: Orient Express Section Special Jury Award des Filmfestivals Fantasporto für Breath
- 2011: Prix Un Certain Regard der Filmfestspiele von Cannes für Arirang – Bekenntnisse eines Filmemachers
- 2012: Goldener Löwe der Filmfestspiele von Venedig, Leoncino d’Oro Agiscuola, Premio P. Nazareno Taddei und Mouse d’Oro für Pieta
- 2012: Douglas Sirk Preis des Filmfests Hamburg

## Zitate
- „Ich sehe etwas, das ich nicht verstehe, und mache einen Film darüber, um es zu begreifen.“ (WDR)
- „Mein Vater ist ein Korea-Kriegsveteran“, sagt Kim. „Ich wurde sehr militärisch aufgezogen. Schläge gehörten zur Tagesordnung. Ich spüre den Schmerz nicht mehr.“[11]
- „Erst war Korea von den Japanern besetzt. Dann kamen der Korea-Krieg und die amerikanische Besatzung. Natürlich hinterlassen diese Militärmächte Spuren. Aber sie bleiben abstrakt, man kann die Unterdrückung, die man erlitten hat, nicht wirklich greifen und richtet die Aggression gegen sich selbst. Korea ist eine gebrochene Nation.“[11]
- „Die Gewalt in meinen Filmen hat nichts Provozierendes“, sagt Kim Ki-Duk. „Es geht mir dabei um eine Art von Magie. Um die Beziehung zwischen zwei Menschen, um die Magie der Liebe oder der Zuneigung, die allein in der Gewalt ihr adäquates Ausdrucksmittel findet.“[11]